# Mülheim (Zülpich)
Mülheim ist ein Stadtteil von Zülpich im Kreis Euskirchen, Nordrhein-Westfalen. Ortsvorsteher für Mülheim und Wichterich ist Theo Schwellnuss.

## Lage
Mülheim liegt in der Zülpicher Börde östlich von Zülpich. Wichterich und Mülheim gehen ineinander über. Durch den Ort führt die Landesstraße 162, die Landesstraße 161 führt am Ort vorbei. Durch den Ort fließt der Rotbach und der Bleibach.

## Geschichte

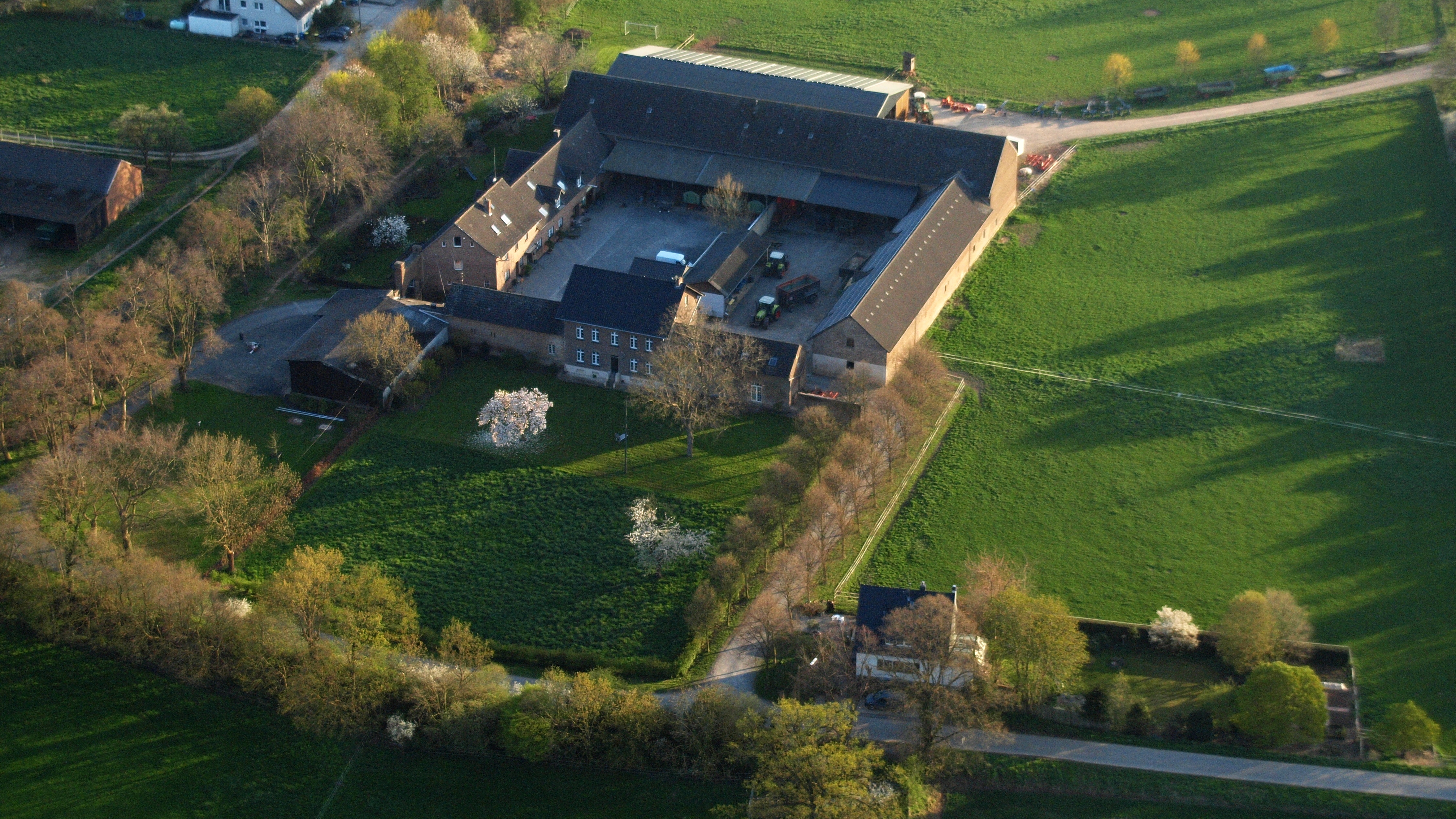
Burg Mülheim, Luftaufnahme von 2015

Mülheim wurde bereits im Jahre 430 gegründet. Später wurde der Ort von den Römern, dann von den Franken besiedelt.
Mülheim mit der Burg gehörte zum Dingstuhl Wichterich im kurkölnischen Amt Lechenich.

## Verkehr
Von 1894 bis 1959 verkehrte zwischen Liblar und Euskirchen über Mülheim eine Schmalspurbahn der Euskirchener Kreisbahnen.
Der Ort liegt im Verbundraum des Verkehrsverbundes Rhein-Sieg (VRS). Die Busse der RVK fahren mit der Linie 807 auf ihrer Strecke von Euskirchen nach Erftstadt durch den Ort. Zusätzlich verkehren Fahrten der Buslinie 892, als TaxiBusPlus im Bedarfsverkehr, und an Schultagen einzelne Fahrten der Linie 984.
| Linie | Verlauf |
| ----- | --- |
| 807   | Euskirchen Bf – Frauenberg – Oberwichterich / (← Oberelvenich ← Rövenich ← Niederelvenich) – Wichterich – Mülheim – Niederberg – Borr – (Scheuren ← Weiler in der Ebene ← Erp ←) Friesheim – Ahrem – Lechenich – Frauenthal – Liblar – Erftstadt Bf |
| 892   | MiKE / AST-Verkehr: Mülheim – Wichterich – Niederelvenich – Oberelvenich – Rövenich – Zülpich Bf – Zülpich Frankengraben – Hoven – Floren – Merzenich                                                                                               |
| 984   | Swisttal / Erftstadt / Zülpich – Weilerswist |